# Muzeum Historii Naturalnej w Chicago

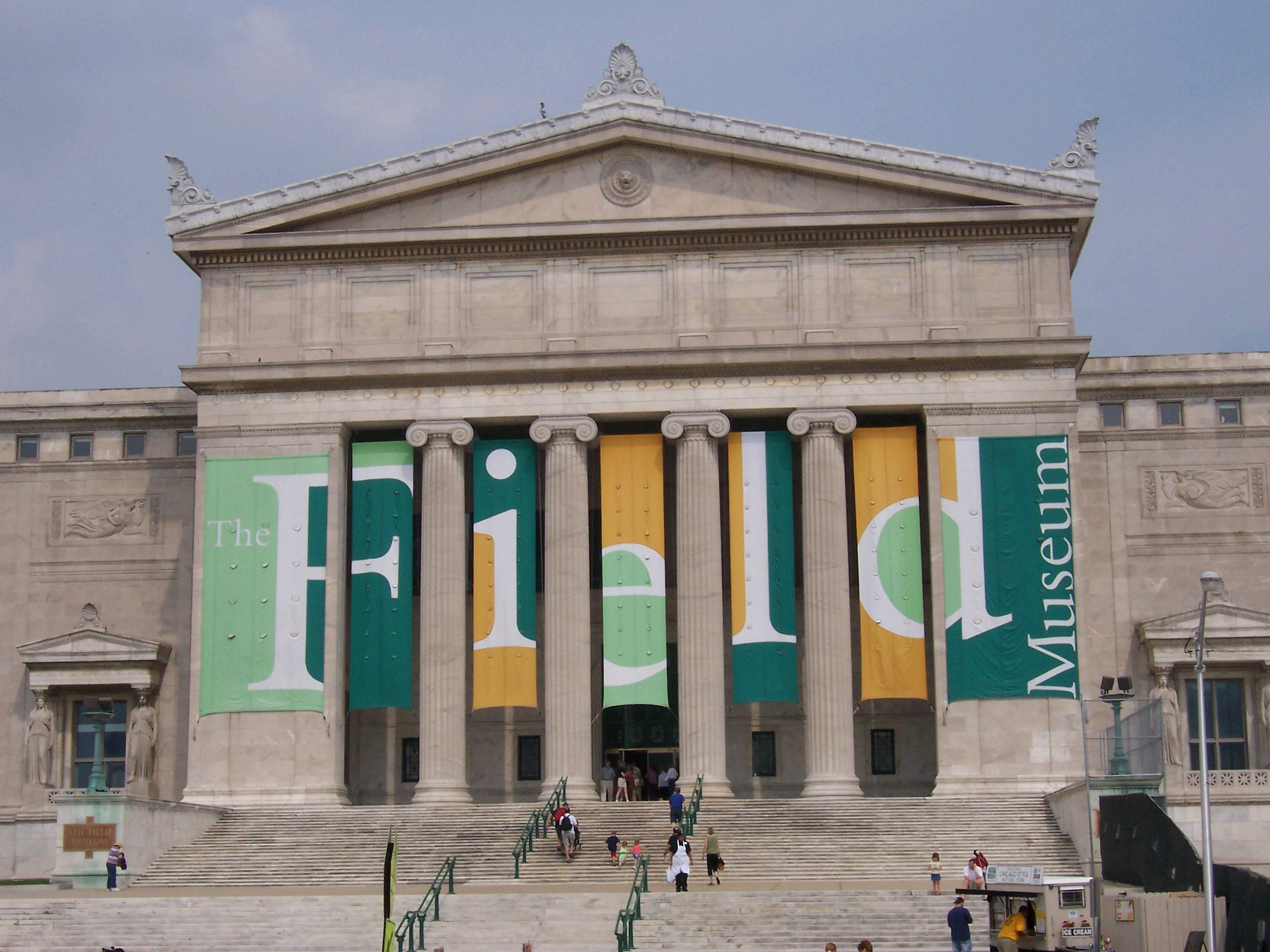
Field Museum of Natural History

Muzeum Historii Naturalnej w Chicago (Field Museum of Natural History) – muzeum historii naturalnej znajdujące się w Chicago przy Lake Shore Drive, na brzegu jeziora Michigan. Znajduje się w kompleksie Museum Campus Chicago w którego skład wchodzą również Shedd Aquarium i Adler Planetarium.
Zostało założone w 1893 roku jako Columbian Museum of Chicago, w roku 1905 przemianowane na Field Museum na cześć Marshalla Fielda (1834-1906), przedsiębiorcy i filantropa, którego fortuna w dużym stopniu przyczyniła się do założenia Muzeum.

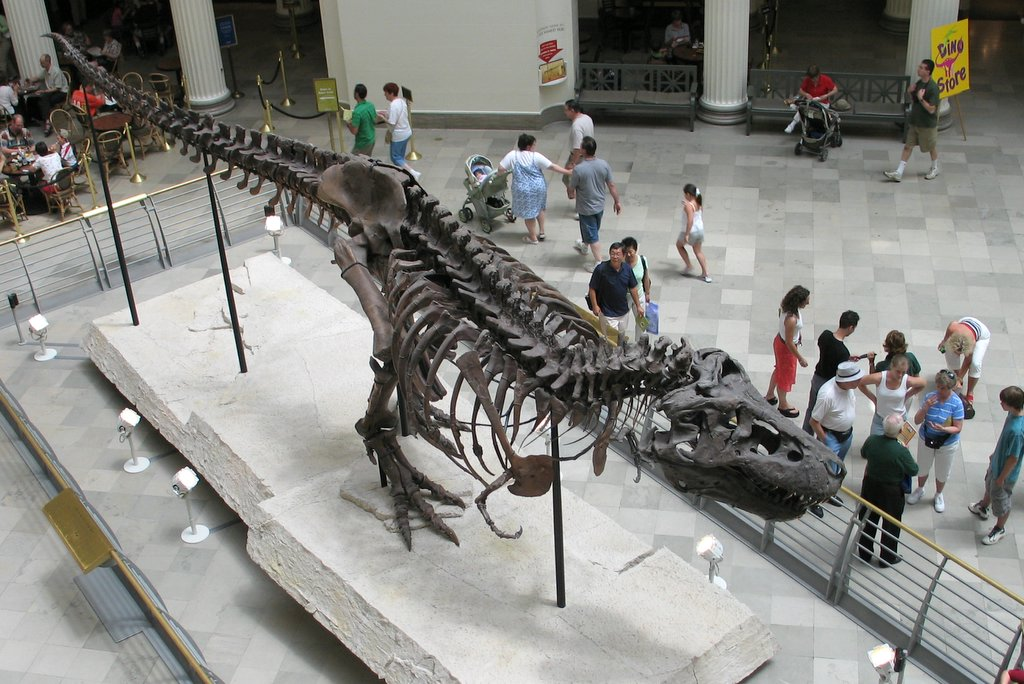
Szkielet tyranozaura Sue

Posiada bogate zbiory antropologiczne (m.in. okazy z Egiptu, wysp Pacyfiku, Tybetu), zoologiczne (w tym dużą kolekcję wypchanych zwierząt), paleontologiczne (w tym niemal kompletny szkielet tyranozaura zwanego Sue) oraz eksponaty archeologiczne i etnograficzne rdzennych ludów obu Ameryk.